# Tom Mandl
Tom Mandl (* 31. Juli 1978 in Passau; eigentlich Thomas Mandl) ist ein deutscher Schlagersänger und Schauspieler. 

## Leben und Karriere
Noch während seiner Schulzeit nahm Tom Mandl Saxophon-, Klarinetten- und Akkordeon-Unterricht. Nach der Schule absolvierte er eine Ausbildung als Polizeibeamter und war später im Personenschutz tätig. Ob seiner Leidenschaft für die Bühne nahm er Schauspiel- und Gesangsunterricht. Noch während seiner Schauspielausbildung übernahm er kleinere Rollen in Fernsehfilmen. Nach Abschluss seiner Ausbildung wurde er im Jahre 2006 festes Ensemble-Mitglied des Chiemgauer Volkstheaters. Während der Dreharbeiten zur Fernseh-Produktion Der Silvesterknaller wurde Mandl von dem Musik-Manager Joachim Hendel (u. a. Patrick Lindner) entdeckt. Dieser nahm ihn langfristig bei EPOS unter Vertrag und brachte ihn zum Münchner Plattenlabel Ariola (SONY Music). Mandl ist der Autor des Volksstücks Auf Opa ist Verlass (Erstausstrahlung im Bayerischen Fernsehen am 31. Oktober 2010).
Tom Mandl ist Schirmherr der ALZheimer-ETHik e.V. Von September 2011 bis Dezember 2013 war er Schirmherr der Alzheimer Gesellschaft München e.V.
Silvester 2013 hatte Tom Mandl in der „großen Silvester-Show“ erstmals einen Auftritt in einer TV-Show des tschechischen und slowakischen TV-Musiksenders Slagr TV. Seine erste CD-Veröffentlichung Amore mio konnte sich mehrere Monate in der Chartspitze dieser beiden Länder halten.

## Filmografie

### Fernsehproduktionen
- 2004: Der Bulle von Tölz: Wenn die Masken fallen
- 2004: 21 Liebesbriefe, Regie: Nina Grosse
- 2004: Freunde... (Social-Spot zum Thema Alkohol), Regie: Juni Thalmann
- 2005: Der Alte (Folge: Die Farbe des Todes), Regie: Helmut Ashley
- 2005: Scheinwelt, Regie: Wolfgang Weigl
- 2005: München 7 (Folge 10), Regie: Franz Xaver Bogner
- 2005: Der Bulle von Tölz: Der Weihnachtsmann ist tot
- 2006: Lotta in Love (Telenovela)
- 2006: Luginsland – Die im Herzen barfuß sind, Regie: Connie Walther
- 2006: Liebe, Babys und ein großes Herz (Fernsehserie, ZDF), Regie: John Delbridge
- 2007: Zur Sache Lena, Regie: Bernd Fischerauer
- 2007: Der Kaiser von Schexing (Fernsehserie, Bayerisches Fernsehen), Regie: Franz-Xaver Bogner
- 2008: Männer lügen nicht, Regie: Bettina Woernle
- 2009–2010: Kanal fatal (Comedy-Reihe), Regie: Georg Weber
- 2010: Die Rosenheim-Cops (Folge: Die kalte Gräfin), Regie: Jörg Schneider
- 2011: Tatort: Gestern war kein Tag, Regie: Christian Görlitz
- 2014: Carglass Werbespot

### TV-Musikshows
- 2010: Das Adventsfest der 100.000 Lichter
- 2011: ZDF Fernsehgarten
- 2011: Wernesgrüner Musikatenschenke
- 2014: Immer wieder Sonntags

### Chiemgauer Volkstheater (Fernsehproduktionen)
- 2006: Der Gocklkriag
- 2006: Ein ganz geheimes Staatsgeheimnis
- 2006: Die Würtschl-Wally
- 2006: 50 Minuten Verspätung
- 2007: Vier Väter zuviel
- 2007: Jagdfieber
- 2007: Silvesterstar
- 2007: Hochzeit auf Raten
- 2007: Fischers feiern Fasching
- 2008: Mama macht mobil
- 2008: O’zapft is
- 2008: Und des am Heiligen Abend
- 2008: Einmal Rentner, immer Rentner
- 2009: A ganz normale Familie
- 2009: Ein unvergesslicher Wahlkampf
- 2009: Der Diplom Bauernhof
- 2009: Der Silvesterknaller
- 2009: Der Vatertagsausflug
- 2009: Die Jungfernwallfahrt
- 2010: Der Schippedupfer
- 2010: Wieder dahoam
- 2010: Explosive Landwirtschaft
- 2010: Weihnachten im Polizeirevier
- 2011: Der ledige Hof
- 2011: Texas Tom
- 2011: Hüttengaudi
- 2012: Denkbar ungünstig
- 2012: Grenzfeuer
- 2012: Ahoi am Chiemsee
- 2012: Vorsicht bissiger Hund
- 2013: Da war doch noch was
- 2013: Hypnose am Bauernhof
- 2013: Spekulanten Quartett (Rolle Peter Fronius)
- 2014: Gockelkriag am Moserhof (April)
- 2014: Villa Serano (Rolle Tom Kaiser)
- 2014: Opas dritter Frühling
- 2015: Die Insel-Hupfer
- 2015: Da Opa, da Babba und i
- 2015: Endlich wieder Weihnachten
- 2015: Der Wettkampf
- 2016: Der Kartlbauer
- 2016: Der Landgendarm
- 2017: Voll guat drauf
- 2017: Gspenstermacher
- 2017: Zoff im Puff
- 2018: Ein guter Rutsch
- 2019: Nicht öffentlich

## Diskografie
Von Mandl sind mehrere CDs erschienen.

### Alben
- 2010: Und alles aus Liebe zu dir – Ariola[5]
- 2013: Das höchste der Gefühle – Telamo 2013[6]
- 2014: Amore mio (Tschechien und Slowakei) – Ceska Muziká
- 2014: Herzlichst Tom Mandl (Tschechien und Slowakei) – Ceska Muziká
- 2017: Ich bin ein Mann zum Küssen – Telamo + Ceska Muziká

### Singles
- 2010: Und alles aus Liebe zu dir – (Ariola) – Promo
- 2010: Frieden fängt im Herzen an – (Ariola) – Promo
- 2010: Der erste Schnee (Ariola) – Promo
- 2011: Bleib, bleib, bleib (Ariola) – Promo
- 2011: Liebeswahnsinn pur (Ariola) – Promo
- 2011: In einer eigenen Welt (Ariola) – Promo
- 2012: Du bist so jung wie deine Träume – (Ariola) – Promo
- 2013: Ein Lächeln für den Augenblick – Telamo 2013
- 2013: Amore mio – Telamo 2013
- 2013: Tanzen durch den Sommerregen – Telamo 2013
- 2013: Ich tu’s für Dich – Telamo 2013
- 2014: Wir sind die Größten – Telamo
- 2014: Wenn der Sommer kommt dt. Version von In the Summertime – Telamo
- 2014: Tanz mit mir heut Nacht (mit dem Duo Alfonz und Marian – Duo Jamaha) – Telamo
- 2016: Die Piraten küssen besser - Telamo
- 2017: Lüg mich an, die Wahrheit tut so weh – Telamo
- 2017: Amore Mio (Edwin & Louis-Remix) – Telamo
- 2017: Ich bin ein Mann zum Küssen – Telamo

### Tourneen
- 2010: Hitparaden-Stürmer
- 2010: Weihnachtszeit - schöne Zeit
- 2011/12/13: Melodien fürs Herz
- 2012/13: Die Töchter Josephs (Chiemgauer Volkstheater)
- 2014/15: Hugo’s Heldentat (Chiemgauer Volkstheater)
- 2015: Ruku Hore Dám Schlager-Tournee in Tschechien und der Slowakei
- 2016, 2017, 2018: Chiemgauer Volkstheater unterwegs: Der Kartlbauer

### Auszeichnungen
- 2014: Schlager Trophy für 1. Platz in der Superhitparade „Schlager-Rallye“
- 2014: GORAL (Ehrenbürger) in Pieniny/Slowakei
- 2014: smago! Award „Award für Völkerverbindung“
- 2014: Gold für das Album „Amore Mio“
- 2015: Šlágr Jednička 2014 Publikumspreis als erfolgreichster Schlagersänger in Tschechien und in der Slowakei im Jahre 2014
- 2016: Erfolgreichster Schlagersänger im Jahr 2015 in Tschechien und der Slowakei
- 2016: Erfolgreichster ausländischer Schlagersänger im Jahr 2015 in Tschechien und der Slowakei

## Autor
- 2010: Auf Opa ist Verlass